# Panotla
Panotla è una città dello stato di Tlaxcala, nel Messico centrale, capoluogo della omonima municipalità.
La municipalità conta 25.128 abitanti (2010) e ha un'estensione di 61,29 km².
Il nome della località in lingua nahuatl significa passeggero o navigante.